# 聖贖主教会
聖贖主教会（せいあがないぬし教会）は、大阪府大阪市淀川区にある日本聖公会の教会堂である。
現在の教会堂はヴォーリズの設計である。